# Khabar
Khabar (kasachisch und russisch Хабар) ist ein staatlicher Fernsehsender und eine Nachrichtenagentur in Kasachstan. Der Sender wurde im Jahr 1995 als Nachfolger der National Television News Agency (NTNA) gegründet und hat heute mehr als 600 Mitarbeiter. Er sendet auf Kasachisch und Russisch.
Die Prioritäten von Khabar liegen in den Nachrichten. Der Sender unterhält innerhalb Kasachstans 14 Büros und fünf weitere in den Staaten der Gemeinschaft Unabhängiger Staaten. Khabar ist außerdem der einzige Fernsehsender, der Sportereignisse live nach Kasachstan überträgt.
Der erste Satellitensender Kasachstans Kazakh TV – ursprünglich als CaspioNet bezeichnet – wird von Khabar betrieben. Er kann in Europa, Zentralasien, dem Nahen Osten und Nordafrika empfangen werden. Ebenfalls zum Unternehmen gehören der Fernsehsender El-Arna und Radio Khabar.
Khabar ist Mitglied der Asia-Pacific Broadcasting Union (ABU), der Organization of Asia-Pacific News Agencies (OANA) und des Asia-Pacific Institute for Broadcasting Development (AIBD). Des Weiteren ist Khabar assoziiertes Mitglied der Europäischen Rundfunkunion (EBU).